# کریتر
کریتر (به عربی: کریتر) یک منطقهٔ مسکونی در یمن است که در استان عدن واقع شده‌است که ۷۶٬۷۲۳ نفر جمعیت دارد.